# Požaranje
Pozharan en albanais et Požaranje en serbe latin (en serbe cyrillique : Пожарање) est une localité du Kosovo située dans la commune/municipalité de Viti/Vitina, district de Gjilan/Gnjilane (Kosovo) ou district de Kosovo-Pomoravlje (Serbie). Elle se situe entre deux grandes villes : Gjilan et Ferizaj. Elle se situe à environ 16 kilomètres de Gjilan et à environ 15 kilomètres de Ferizaj. Selon le recensement kosovar de 2011, elle compte 4 247 habitants. Depuis une décennie, le nombre d'habitants a chuté car beaucoup d'habitants ont cherché à avoir une vie meilleure notamment en Suisse et en Allemagne. Ils émigrent dans ces deux pays afin de faciliter leur adaptation en profitant d'une grosse communauté kosovares présentes dans ces deux derniers pays. Malgré cet émigration, la localité se développe bien en investissant dans les infrastructures : rénovation des écoles, ouverture d'un petit centre commercial et de nombreux bars.

## Histoire
Dans le village, le bâtiment de l'école albanaise, construit en 1905, est mentionné par l'Académie serbe des sciences et des arts et est inscrit sur la liste des monuments culturels du Kosovo. La mosquée, construite en 1890, est proposée pour un classement kosovar. Dans les années 2010, une nouvelle mosquée a été inaugurée dans ce village kosovare. Elle représente une fierté pour tous les habitants de cette municipalité car elle a été grandement financée par eux-mêmes.

## Démographie

### Évolution historique de la population dans la localité
| 1948  | 1953  | 1961  | 1971  | 1981  | 1991  | 2011  |
| ----- | ----- | ----- | ----- | ----- | ----- | ----- |
| 1 592 | 1 953 | 2 210 | 2 814 | 3 490 | 4 366 | 4 247 |

|  |

### Répartition de la population par nationalités (2011)
En 2011, les Albanais représentaient 99,53 % de la population.